# Encholirium pedicellatum
Encholirium pedicellatum là một loài thực vật có hoa trong họ Bromeliaceae. Loài này được (Mez) Rauh mô tả khoa học đầu tiên năm 1987.